# Герб Луцка
Герб Луцка (укр. Герб Луцька) — официальный символ города Луцк, административного центра Волынской области Украины. Утвержден решением сессии Луцкого городского совета от 23 августа 2007 года.

## Описание
Гербовый щит имеет форму четырехугольника с полукругом в основе.  На красном поле щита  — серебряная гербовая фигура Святого Николая в полном епископском облачении (серебряного и золотого цвета), с золотым нимбом вокруг головы, босиком.  В правой руке Св.  Николай держит посох в виде шестираменного Защитного (патриаршего) креста, в левой — развернутую книгу золотого цвета.
Щит может быть обрамленным золотым декоративным картушем и увенчанный золотой городской короной.

## История
Первый известный герб Луцка Волынского воеводства описан польским геральдистом Бартошем Папроцким в 1578 году в своей работе «Гнездо добродетели...» (пол. Gniazdo cnoty...) — «Святой Николай с жезлом и книгой в руках». В XVI—XVII веках именно этот герб изображался на печати магистрата города.
Святой Николай сначала изображался в митре, позднее — в широкополой шляпе. Появление в гербе города Святого Николая связывают с осадой города татарами в 1259 году, летописец тогда писал: «Бог чудо сотворил, и Святой Иоанн, и Святой Николай, начался такой ветер, что камень рушил и направлял камень на них [на татар]».
В конце XVIII века (не позже 1782 года) у Луцка меняется герб: им становится стоящая на челне дева, держащая два венка над двумя башнями.
После присоединения к Российской империи Луцк сохранил свой герб, только в верхней части добавился герб Волынской губернии. В 1860 году был составлен новый проект герба города Луцка: «В червленом поле серебряная стоящая на такой же лодке между двумя серебряными башнями с червлёными швами дева, украшенная серебряной о четырёх зубцах короной и держащая в руках два серебряных венка». Герб использовался губернскими властями и городской управой, но официально не был утвержден.
В 1890 году губернатор Волыни предложил другой проект герба: остров с замком, на передней башне древний православный восьмиконечный герб. Герб был утверждён императором 27 января 1911 года (закон №34692). Описание: «В серебряном щите червленая крепостная башня с выходящим из нея витязем натурального вида, держащим в правой руке опущенный меч, а в левой — осьмиконечный золотой крест. В вольной части щита — герб Волынской губернии. Щит украшен серебряной башенною короною о трех зубцах и окружен двумя золотыми колосьями, соединенными Александровскою лентою».

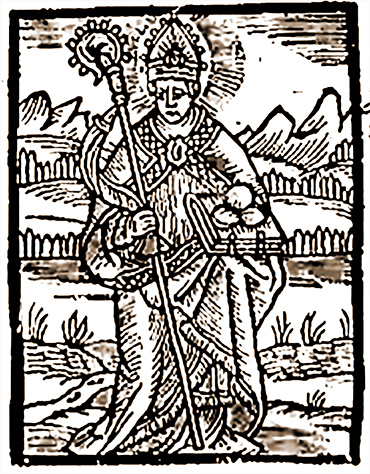
Герб Луцка Волынского воеводства, 1578 г.
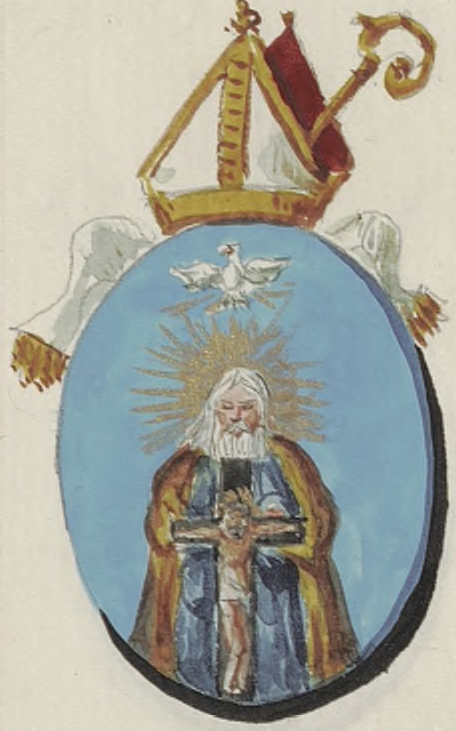
Герб Луцкой Епархии
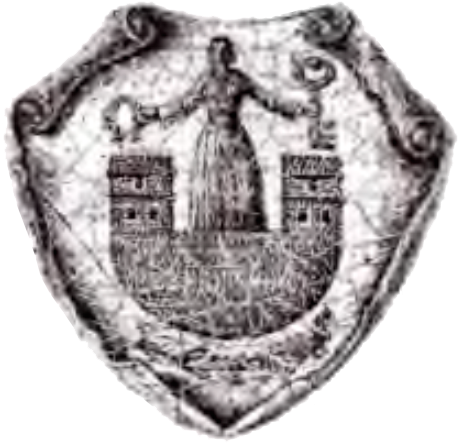
Герб начала XIX века
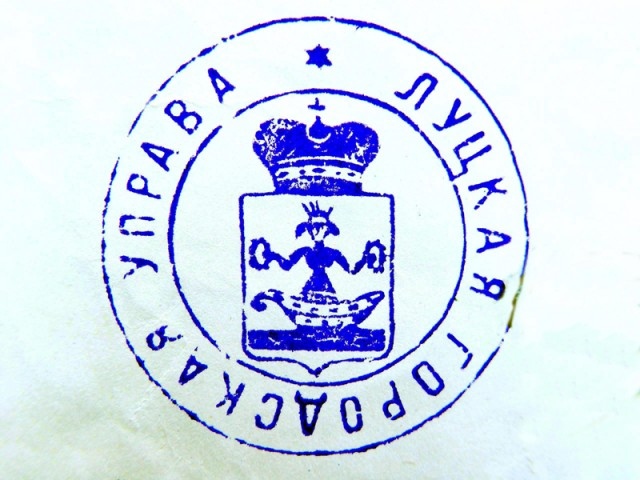
Печать городской управы. 1894 г.
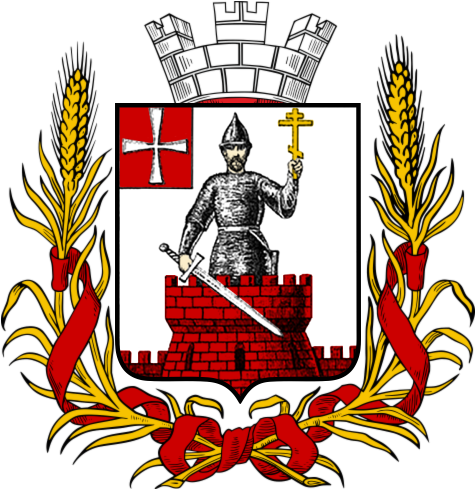
Герб 1911 г.
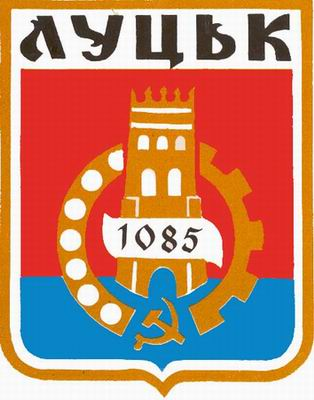
Герб 1985 г.
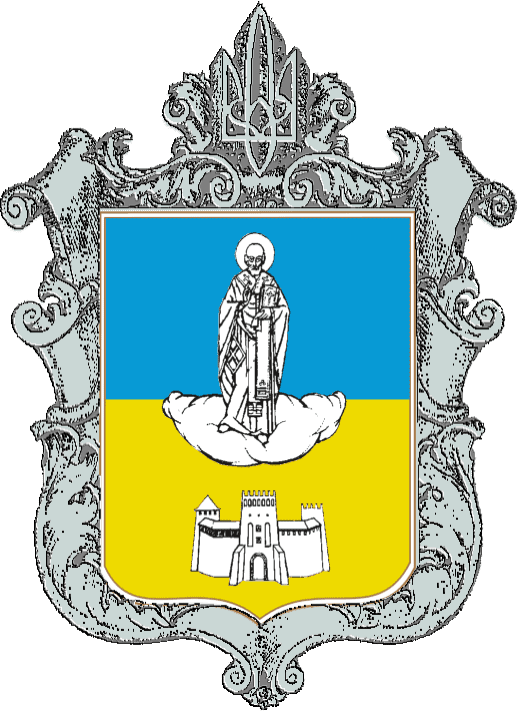
Герб 1998—2007 гг.

## См.  также
- Флаг Луцка
- Луцк